# Fehér Tímea
Fehér Tímea (Gyula, 1974. szeptember 27. –) magyar színésznő.

## Életpályája
Gyulán született, 1974. szeptember 27-én. A gyulai Erkel Ferenc Gimnáziumban érettségizett. Színészi tanulmányait a békéscsabai Színitanházban végezte. Ezután rövid ideig  Egerben a Gárdonyi Géza Színházban, majd a Miskolci Nemzeti Színházban szerepelt. Gyermeke születése után előbb rendezőasszisztensként, majd színésznőként dolgozott Békéscsabán. 2008-tól a Békéscsabai Jókai Színház színművésze.  
2022-2025 között a Színház- és Filmművészeti Egyetem drámainstruktor szakos hallgatója.
Férje Bartus Gyula színművész.

## Fontosabb színházi szerepei
- Móricz Zsigmond: Légy jó mindhalálig... Takarítóné; Doroghyné
- Móricz Zsigmond: Nem élhetek muzsikaszó nélkül... Pepi néni
- Örkény István: Tóték... Tótné
- Heltai Jenő: A tündérlaki lányok... Özvegy Bergné
- Szilágyi László - Zerkovitz Béla: Csókos asszony... az egyik Víg özvegy
- Hans Christian Andersen – Szőke Andrea – Lukács István: A Hókirálynő... Anja, a rablólány
- Arisztophanész: Lüzisztraté... Kaloniké
- Stendhal: Vörös és fekete... Elisa (szolgálólány)
- Nyikolaj Vasziljevics Gogol: Háztűznéző... Fjokla Ivanovna (házasságszerzőnő)
- Rákos Péter – Bornai Tibor: A mumus... III. mumus
- Tahir Mujicic – Boris Senker – Nino Skrabe: Trenk, avagy a vad báró... Mlinaric
- Ivo Andric – Zalán Tibor: Aska és a farkas... Aska anyja
- Fazekas Mihály - Zalán Tibor: Lúdas Matyi... Öregasszony
- Zalán Tibor: Hetvenhét... Bora
- Bartus Gyula: Sör és cigi... Netti
- Bartus Gyula – Benedekfi István – Benedekfi Zoltán: Lovak... Sába
- Gulyás Levente - Koleszár Bazil Péter: Négy évszak... Ősz
- Bengt Ahlfors: Színházkomédia... Lotta (színésznő)
- Friedrich Schiller: Stuart Mária... Hanna Kennedy
- Friedrich Schiller: Ármány és szerelem... Millerné
- Georges Feydeau: Bolha a fülbe... Eugénie
- Eisemann Mihály - Zágon István - Nóti Károly: Hyppolit, a lakáj... Aranka
- Ulrich Hub: Nyolckor a bárkán... Egyik pingvin
- Boldizsár Miklós - Szörényi Levente - Bródy János: István, a király... Picur, Koppány felesége
- Carlo Goldoni: Chioggiai csetepaté... Lucietta
- Arany János – Zalán Tibor: Toldi... Valaki 1
- Federico García Lorca: Bernarda Alba háza... Magdalena
- William Shakespeare: Tévedések vígjátéka... kurtizán
- Neil Simon: Mezítláb a parkban... Mrs. Bank
- Urbán Gyula: Egerek... Lidi mama
- Mikó Csaba: Kövérkirály... Éhség
- Sławomir Mrożek: Tangó... Eleonora
- Szomor György – Szurdi Miklós – Valla Attila: Diótörő és Egérkirály... Egérkirálynő
- Molnár Ferenc: Az üvegcipő... Házmesterné
- Szép Ernő: Lila ákác... Doroghyné
- Csokonai Vitéz Mihály: Az özvegy Karnyóné és a két szeleburdiak... Karnyóné
- Maurice Hennequin – Pierre Veber: Törvénytelen randevú... Gobette
- Alan Alexander Milne: Micimackó... Kanga
- Szabó Magda: Születésnap... Illésné, Stefi, Bori anyja, házmester
- Szabó Magda: Az ajtó... Sutu. barátnő
- Szente Béla: Szárnyad árnyékában... Bálint Doriska, Marka anyja
- Noël Coward: Vidám kísértet... Madame Arcati
- David Yazbek: Alul semmi... Joanie Lish, Pam és Georgie másik barátnője
- Wass Albert: Tizenhárom almafa... Rozál
- Pierre Chesnot: Hotel Mimóza... Magali Martigue, Jean-Francois szeretője
- Zalán Tibor: Kaland a nagy családerdőben... Elektromos Sziporkahiéna

## Filmek, tv
- Federico García Lorca: Bernarda Alba Háza (színházi előadás tv-felvétele) (2015)